# American Star
La turbonave American Star fu un transatlantico, poi passato al ruolo di nave da crociera, costruito alla fine degli anni trenta con il nome di America per la compagnia United States Lines.
Nei 54 anni trascorsi tra la sua costruzione e il suo naufragio, avvenuto nel 1994, ha cambiato nome diverse volte: per ben tre volte è stata ribattezzata America, poi West Point, Australis, Italis, Noga, Alferdoss e infine American Star.

## Storia

### Contesto e costruzione
Negli anni trenta gli Stati Uniti stavano affrontando il difficile periodo della Grande depressione e come conseguenza la United States Lines, compagnia navale di bandiera della nazione, era in crisi finanziaria. Possedeva un gran numero di navi molto datate, alcune di costruzione tedesca requisite alla Germania in seguito alla Prima Guerra Mondiale. Una di queste era la SS Leviathan, un transatlantico di grandi dimensioni che non aveva riscosso il successo sperato nel decennio precedente: in parte ciò era dovuto al proibizionismo, a causa del quale non era possibile servire alcolici sulle navi americane, portando la maggior parte dei passeggeri a servirsi di altre navi.
La situazione era opposta in Europa, dove le compagnie di navigazione avevano superato il periodo post-bellico e rimodernato le loro flotte. La United States Lines doveva confrontarsi con nuove rivali come la Queen Mary britannica, il Normandie francese e l'italiano Rex, dalle brillanti prestazioni e molto apprezzate dalla clientela.
Grazie al cosiddetto New Deal e al Merchant Marine Act promosso dal Presidente Roosvelt, la compagnia ebbe le risorse per finanziare la costruzione di una nuova ammiraglia.
Considerando la poco fortunata esperienza avuta con il Leviathan, la United States Lines fece costruire una nave di dimensioni più contenute (220 mt) e meno sfarzosa delle rivali europee, preferendo puntare sull'innovazione tecnologica e sulla sicurezza.
Costruita a partire dal 1939 ai cantieri di Newport News in Virginia, l'America fu varata il 31 agosto 1939 dall'allora first lady Eleanor Roosevelt, poco prima dello scoppio della Seconda Guerra Mondiale.

### Primo servizio per la United States Lines:SS America(1940-1941)
La SS America compì il suo viaggio inaugurale il 22 agosto 1940 partendo da New York, con bandiere americane ed il nome della compagnia dipinti sui fianchi, in segno di neutralità. Visto il periodo bellico, il traffico passeggeri verso l'Europa non era sicuro, così i primi viaggi della nave furono delle crociere con destinazione i Caraibi.
Sebbene non fosse stata concepita per la navigazione in mari caldi, la nave riscosse un buon successo poiché all'epoca i viaggi in mare erano una consuetudine diffusa fra gli americani della classe medio-alta.
Nel febbraio 1941, un altro transatlantico, la SS Manhattan, si arenò su una spiaggia della Florida, così la compagnia mise la SS America sulla rotta New York-San Francisco, attraverso il canale di Panama.

### Il servizio militare:USS West Point(1941-1946)

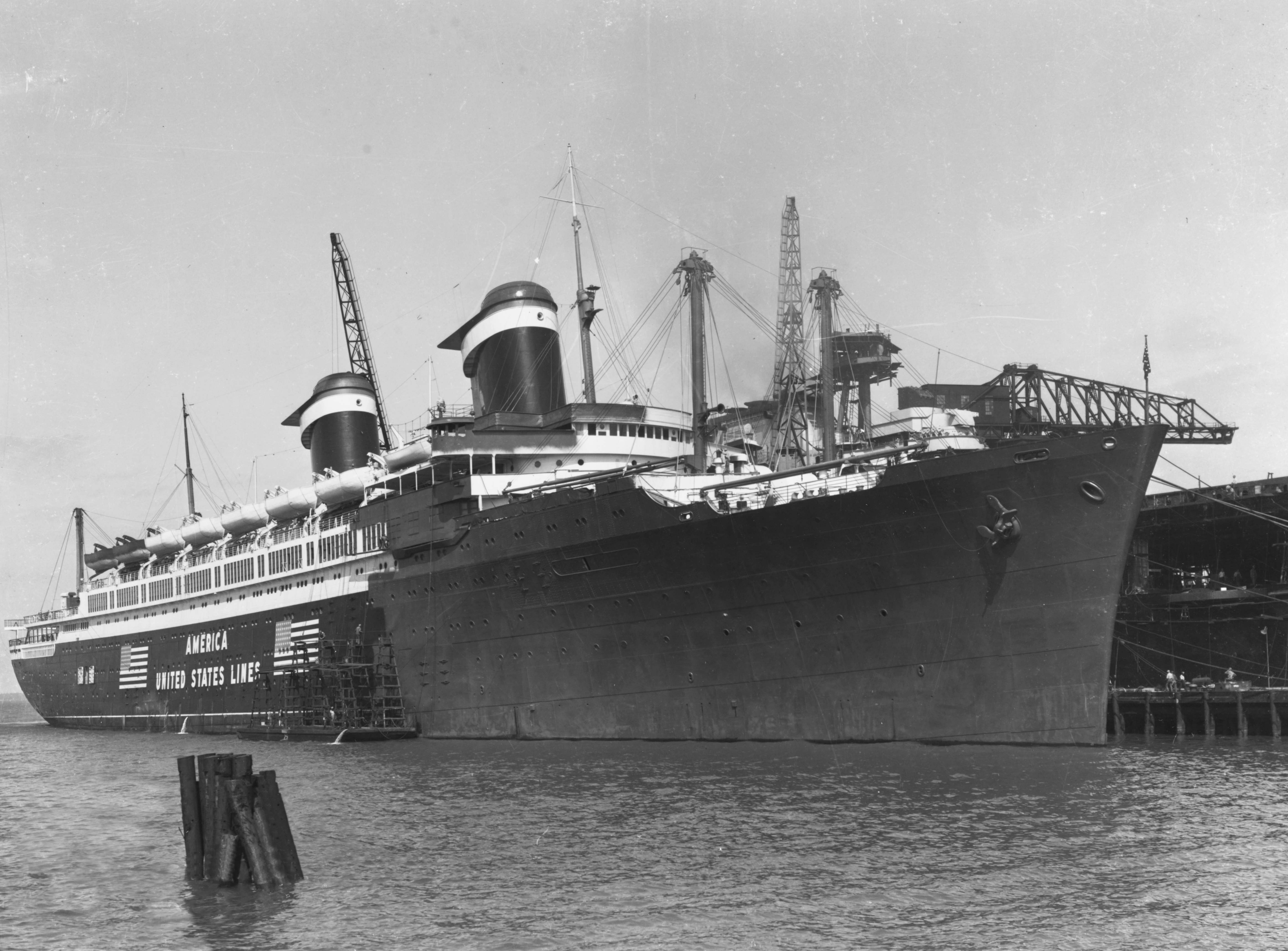
La nave nel 1941, durante i lavori di conversione per il servizio militare

Con l'entrata in guerra degli Stati Uniti, la SS America fu requisita dalla US Navy nel giugno 1941 e condotta a Norfolk. Gli arredi lussuosi vennero smontati, lo scafo ridipinto con vari strati di vernice grigia e cinto da una protezione aggiuntiva contro le mine subacquee. Fu inoltre dotata di cannoni, torrette antiaeree e canotti di salvataggio aggiuntivi. Molte operazioni furono facilitate dall'adattabilità degli spazi interni, che permise di incrementare la capienza fino a 7.500 uomini. Dopo 11 giorni di conversione la nave, rinominata USS West Point, venne messa in servizio come nave da trasporto truppe. Durante il conflitto trasportò verso l'Europa oltre 50 000 soldati.

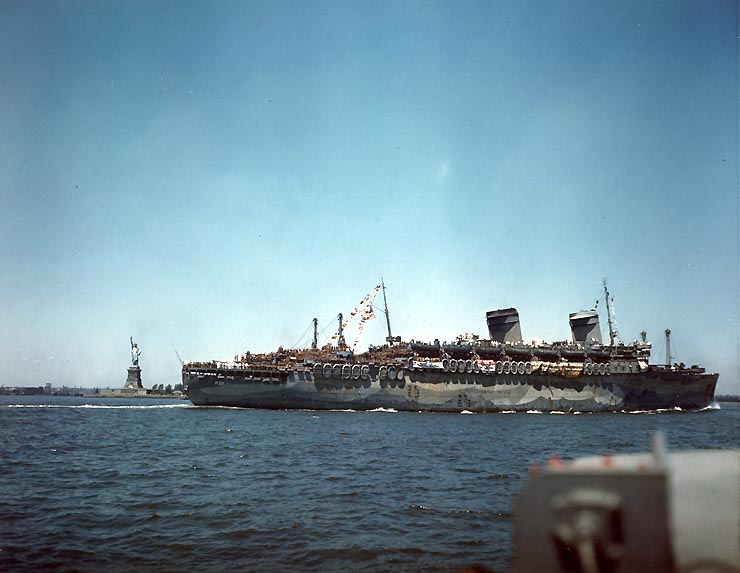
La USS West Point nel 1945

Nel primo anno di esercizio rischiò più volte di venire bombardata, e venne colpita da un cacciatorpediniere giapponese, mentre si trovava ormeggiata al porto di Singapore per sbarcare soldati. Il missile distrusse l'infermeria di bordo, ma la nave riuscì a ripartire verso l'India, dove venne riparata e poté riprendere il mare. Come si può notare da alcune immagini e video dell'epoca, la nave adottò in seguito una livrea mimetica sullo scafo.
Nel settembre 1945, a guerra conclusa, la USS West Point prese parte all'operazione "Magic Carpet", durante il quale riportò in patria molti dei 5 milioni di soldati americani sparsi per il mondo.

### Servizio come transatlantico di linea:SS America(1946-1964)

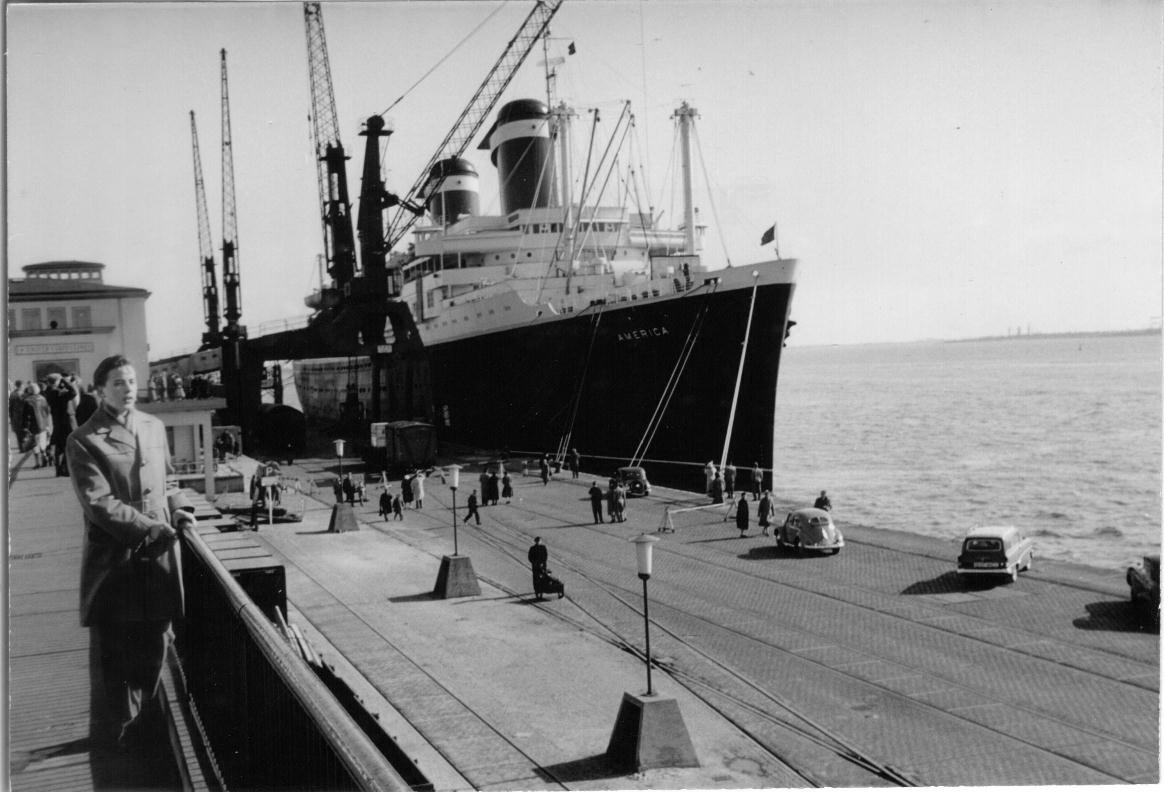
La SS America nel 1958

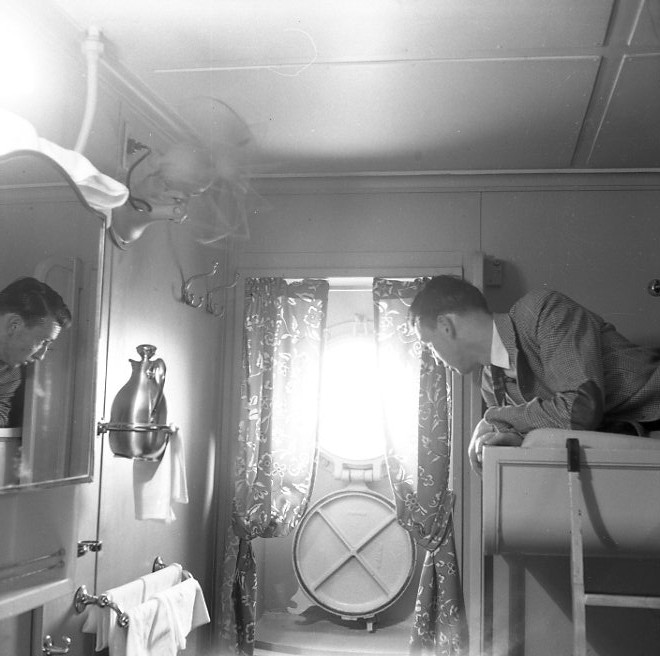
Una cabina della nave nel 1952

Nel febbraio 1946 la nave tornò in Virginia, nel bacino dov'era stata costruita, per essere spogliata dell'armamento bellico; lo scafo era uscito praticamente indenne dal conflitto, fatta eccezione per alcune crepe dovute all'urto contro una mina inesplosa. Gli arredi e le cabine del progetto originario furono ripristinati e lo scafo ridipinto con i colori della compagnia (scafo nero, fumaioli rossi e blu con una striscia bianca). Riprese così il suo nome e la destinazione d'uso originaria di transatlantico, compiendo la traversata da New York a Cobh (Irlanda), per poi giungere a Southampton ed infine a Le Havre, prima di fare ritorno negli Stati Uniti. Avrebbe percorso questa rotta per i successivi diciotto anni. Nonostante l'entrata in servizio della molto più grande e veloce United States nel 1952, che diventò la nuova ammiraglia, molti passeggeri continuarono a preferire la vecchia e più piccola SS America poiché ritenuta maggiormente affidabile, confortevole e lussuosa della sorella maggiore. A partire dal 1955, venne anche utilizzata sulla rotta verso le Bermuda.
Tuttavia negli anni sessanta, con l'aumento dei voli transoceanici, la nave fece sempre più fatica ad attirare passeggeri, venendo sempre meno richiesta. Nel 1963 fece complessivamente solo otto viaggi, contro i quaranta dell'anno precedente. Di fronte ad un calo così drastico, a settembre dello stesso anno la compagnia decise di fermarla per poi ritirarla dal servizio nel 1964.

### Passaggio alla Chandris Line:SS Australis(1964-1978)

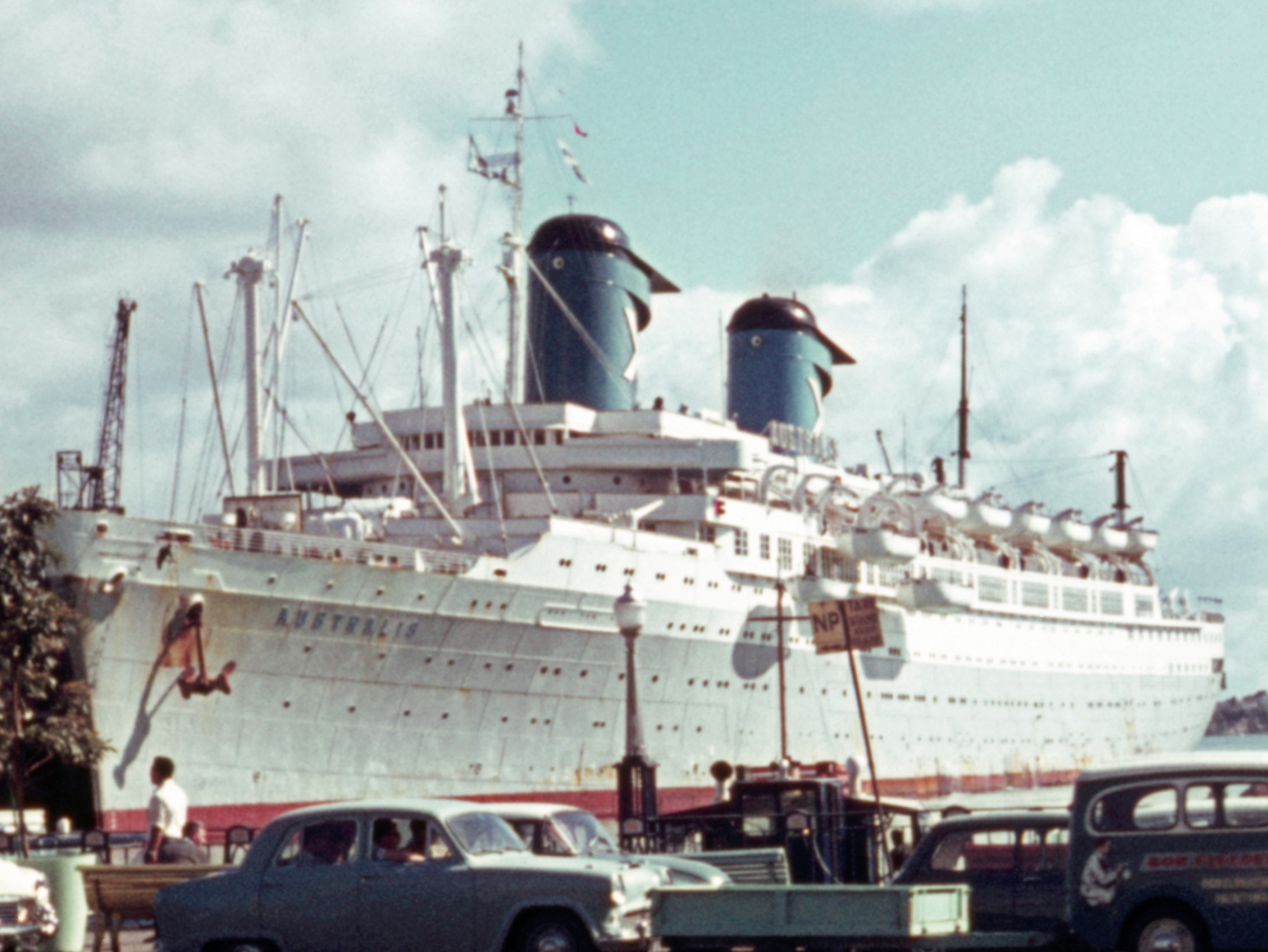
La SS Australis nel 1967, con i colori della Chandris Line

La nave fu venduta alla compagnia greca Chandris Line al prezzo di 4,25 milioni di dollari, per essere impiegata sulla rotta commerciale che da Southampton attraversava il Canale di Suez e faceva scalo in Australia e in Nuova Zelanda, per poi attraversare l'Oceano Pacifico, il Canale di Panama e nuovamente l'Oceano Atlantico, fino a tornare in Inghilterra. In quel periodo, questa tratta era piuttosto redditizia per due motivi: attirava sia il flusso consistente di migranti che dall'Europa si spostava verso l'Australia e la Nuova Zelanda a prezzi popolari, sia un buon numero di turisti che ancora preferivano i viaggi in mare a quelli in aereo, in quanto più rilassanti ed economici. I fratelli Chandris acquistarono così alcuni transatlantici americani dismessi, poiché erano sicuri, resistenti al fuoco e affidabili per i loro scopi.

Se per gli standard transatlantici poteva risultare datata, l'ex SS America era una nave strutturalmente integra, che garantiva ancora buone prestazioni in mare. Giunta ai cantieri del Pireo in Grecia, venne completamente rimodernata e adattata alla sua nuova funzione: sparì la suddivisione in tre classi in favore di un'unica classe turistica, furono aggiunte nuove cabine convertendo due delle stive e la capienza salì a 2.200 passeggeri, fu installata l'aria condizionata in tutti gli ambienti e costruito un ponte lido con piscina all'aperto. L'unico aspetto critico riguardava le nuove cabine installate a poppa, le quali erano molto più anguste rispetto a quelle originarie. La nave, ribattezzata SS Australis, adottò la livrea standard della Chandris (scafo bianco con una riga blu- in seguito passò al grigio chiaro - fumaioli blu con una "X" bianca) e viaggiò per altri tredici anni, offrendo un servizio misto di trasporto migranti e croceristi e riscuotendo un discreto successo. Era la nave più grande e veloce della flotta Chandris e, con i suoi 22 nodi di velocità, permetteva di fare il giro del globo in appena sessanta giorni.

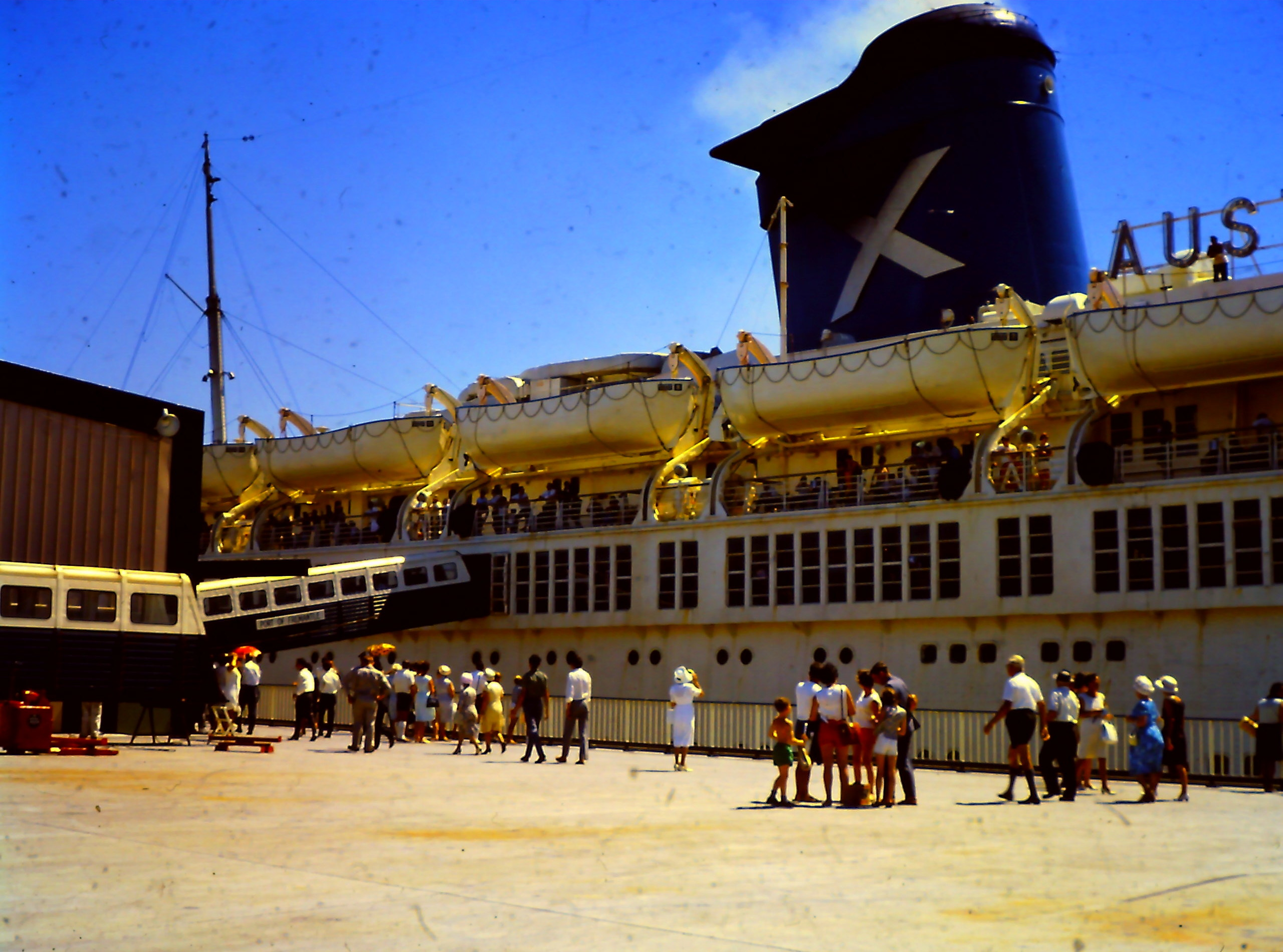
Veduta della SS Australis negli anni '60

Dal 1967, con la chiusura del Canale di Suez in seguito alla Guerra dei sei giorni, la nave percorse una rotta più lunga circumnavigando l'Africa e facendo scalo a Cittá del capo.
Il 22 ottobre 1970 un incendio scoppiò nelle cucine e durò per quasi tutta la notte, causando danni al sistema di scarico dell'aria condizionata sui ponti dall' E al B.
Nel 1974 la nave entrò in collisione con la portaerei australiana HMAS Melbourne mentre si trovava nel porto di Sydney: entrambe le navi subirono solo lievi danni e furono riparate.
Verso la metà degli anni settanta, la migrazione verso l'Australia rallentò ed i prezzi sempre più concorrenziali dei viaggi aerei fecero perdere anche l'attrattiva turistica dei viaggi in mare. A questo si aggiungeva il fatto che la SS Australis, dopo trentacinque anni di servizio e con un utilizzo intensivo negli ultimi dieci, mostrava i segni dell'età: oltre alla ruggine ormai evidente sullo scafo e le sovrastrutture, il capitano riferì che i motori e le eliche erano usurati dal lungo esercizio, mentre l'impianto elettrico, idraulico e di condizionamento erano sempre più soggetti a guasti e causavano umidità, rendendo sempre meno confortevoli le cabine; inoltre le sentine di prua avevano delle perdite e la stiva n° 2 tendeva ad imbarcare acqua durante la traversata, provocando un leggero sbandamento a dritta.
Viste le condizioni della nave, l'aumento dei prezzi del carburante e considerando antieconomiche le riparazioni necessarie, la Chandris decise di ritirarla dal servizio. Il 18 novembre 1977 la nave lasciò Southampton per l'ultima volta e giunta a Timaru, venne posta in disarmo.

### Breve carriera per la Venture Cruise Lines:SS America(1978)
Dopo essere rimasta ferma per quasi un anno, nel 1978 la nave fu ceduta per un breve periodo alla Venture Cruise Lines, che la ribattezzò SS America per la terza volta. Il piano dei nuovi proprietari era quello di organizzare crociere economiche di cinque giorni e di utilizzarla come casinò galleggiante, sfruttando il nome dell'ex transatlantico che era ancora abbastanza popolare negli Stati Uniti.
Lanciandosi in quest'impresa, la Venture Cruise sottovalutò il fatto che la nave aveva quasi quarant'anni e avrebbe avuto bisogno di un restauro completo prima di prendere servizio. Invece fu rimodernata a basso costo in sole sei settimane, durante le quali venne semplicemente ridipinta con la nuova livrea (scafo blu scuro, fumaioli blu con una striscia rossa). A partire dal 30 giugno e fino alla metà del mese di luglio, la nave effettuò servizio di crociera per la compagnia.
All'interno, la nave versava in cattive condizioni: i lavori dei saloni erano incompiuti, i corridoi ingombri di sedie accatastate e immondizia, l'impianto di condizionamento non funzionava correttamente e molte cabine erano sporche e con i servizi igienici guasti. I passeggeri notarono inoltre la presenza di topi e scarafaggi a bordo, rifiutandosi di proseguire la crociera. I reclami che ne seguirono causarono numerosi problemi alla compagnia e le crociere subirono diverse cancellazioni, finché la Venture Cruise finì in bancarotta: la SS America fu sequestrata e messa all'asta.

### Ritorno alla Chandris Line:SS Italis(1978-1980)
La nave tornò così agli ex proprietari, i fratelli Chandris, che la riacquistarono per 1 milione di dollari. Fu subito chiaro che la nave non era più in grado di effettuare lunghe traversate, ma era ancora sfruttabile per il mercato croceristico. La compagnia avviò un programma di ristrutturazione: fu rimosso il fumaiolo di prua, irrimediabilmente arrugginito, ed al suo posto installato il sostegno di una slanciata sovrastruttura, mai costruita, che avrebbe migliorato l'aerodinamica. Tali interventi erano propedeutici alla sostituzione dell'apparato motore con una nuova unità a propulsione diesel, e allo stesso tempo erano un tentativo per "modernizzare" il profilo della nave, ma ottennero tuttavia l'effetto opposto. La nave, ribattezzata SS Italis, venne messa in servizio per una serie di brevi crociere nel Mediterraneo, con partenza da Genova. 

La SS Italis in navigazione

In questo periodo fu anche utilizzata in qualche occasione come sede di congressi. Malgrado gli sforzi per valorizzarla, la nave era ormai obsoleta e necessitava urgentemente di un ammodernamento più corposo: alcune cabine non erano più utilizzabili, gli impianti erano compromessi, la velocità di esercizio era scesa e l'asse dell'elica di dritta era piegato, cosa che provocava fastidiose vibrazioni durante il viaggio. Dopo solo una stagione, fu posta in disarmo nel 1979 e lasciata al porto di Eleusi, ormeggiata assieme ad altre navi che attendevano di essere demolite.

### Cessione alla Intercommerce corporation:SS Noga(1980-1984)
L'imbarcazione fu poi ceduta alla Intercommerce Corporation, che la ribattezzò SS Noga. L'intento, mai realizzato, era di portarla a Beirut e trasformarla in una nave-prigione. La nave non fu mai utilizzata in navigazione.

### Vendita alla Silver Moon Ferries e successivi avvenimenti:SS Alferdoos(1984-1993)
Nel 1984 la nave divenne proprietà della Silver Moon Ferries, con il nome di SS Alferdoos (termine che significa "paradiso" in lingua araba). L'intento della compagnia era quella di trasformarla in hotel galleggiante, ma anche in questo caso il progetto non ebbe seguito, e la nave rimase in disuso. Senza più manutenzione, fu lasciata in stato di semi-abbandono, tanto che in un'occasione rischiò di affondare: un tubo arrugginito delle sentine di prua esplose, facendo allagare la stiva n° 2 e provocando un pericoloso sbandamento. Venne dato fondo all'ancora di dritta e fu tagliata quella di sinistra, poi la nave venne rimorchiata su un basso fondale e successivamente riparata. Il destino della nave sembrava quindi segnato: verso la fine degli anni '80, fu venduta per 2 milioni di dollari per essere rottamata. I demolitori avevano già provveduto allo smantellamento delle scialuppe di salvataggio e delle relative gru, ma per problemi finanziari i lavori si interruppero. La nave rimase in questo stato fino al 1993.

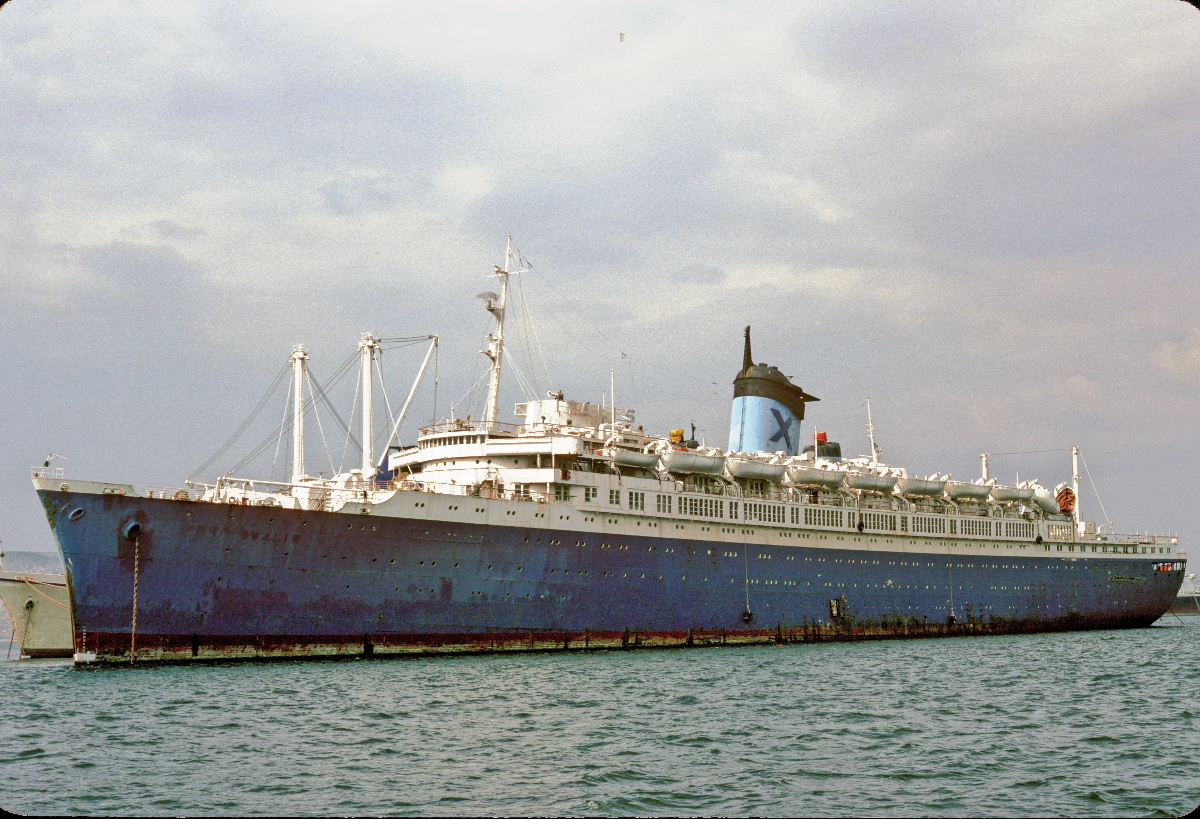
La SS Alferdoss nel 1986, alla fonda nel porto di Eleusi (Grecia). Si nota la presenza di un solo fumaiolo, che aveva modificato il profilo della nave

### Ultimi anni:SS American Star(1993-1994)
Nell'ottobre 1992 il vecchio transatlantico fu nuovamente messo in vendita ed acquistato nel 1993 da un uomo d'affari thailandese, che la ribattezzò American Star e progettò di portarla a Phuket per trasformarla in un hotel galleggiante di lusso. Dopo oltre un decennio di disarmo, esternamente lo scafo versava in pessime condizioni, logorato dalla ruggine e dai cirripedi, con i ponti esterni lasciati esposti al sole e alle intemperie. Al contrario, i saloni e buona parte delle cabine apparivano relativamente intatti e ciò fece ben sperare il nuovo proprietario.
La nave fu condotta in un bacino di carenaggio del Pireo per essere ispezionata ed effettuare le riparazioni necessarie ad affrontare il lungo viaggio verso la Thailandia. Lo scafo fu ripulito e sabbiato: durante l'ispezione i tecnici greci dell'epoca notarono come, nonostante il lungo abbandono, la struttura della nave fosse ancora in buono stato. La SS American Star fu dichiarata idonea alla navigazione, ma poiché i suoi motori, fermi da un decennio, non erano più funzionanti, doveva essere rimorchiata.
Per precauzione furono saldate delle piastre di rinforzo in corrispondenza della stiva n° 2 e delle scale di ferro sulle murate, per consentire la salita e discesa degli addetti al trasporto. Con il fumaiolo ed il ponte di comando dipinti di rosso ed il nuovo nome stampato a prua, la nave venne trainata fuori dal porto greco nel dicembre 1993.

### Naufragio e relitto

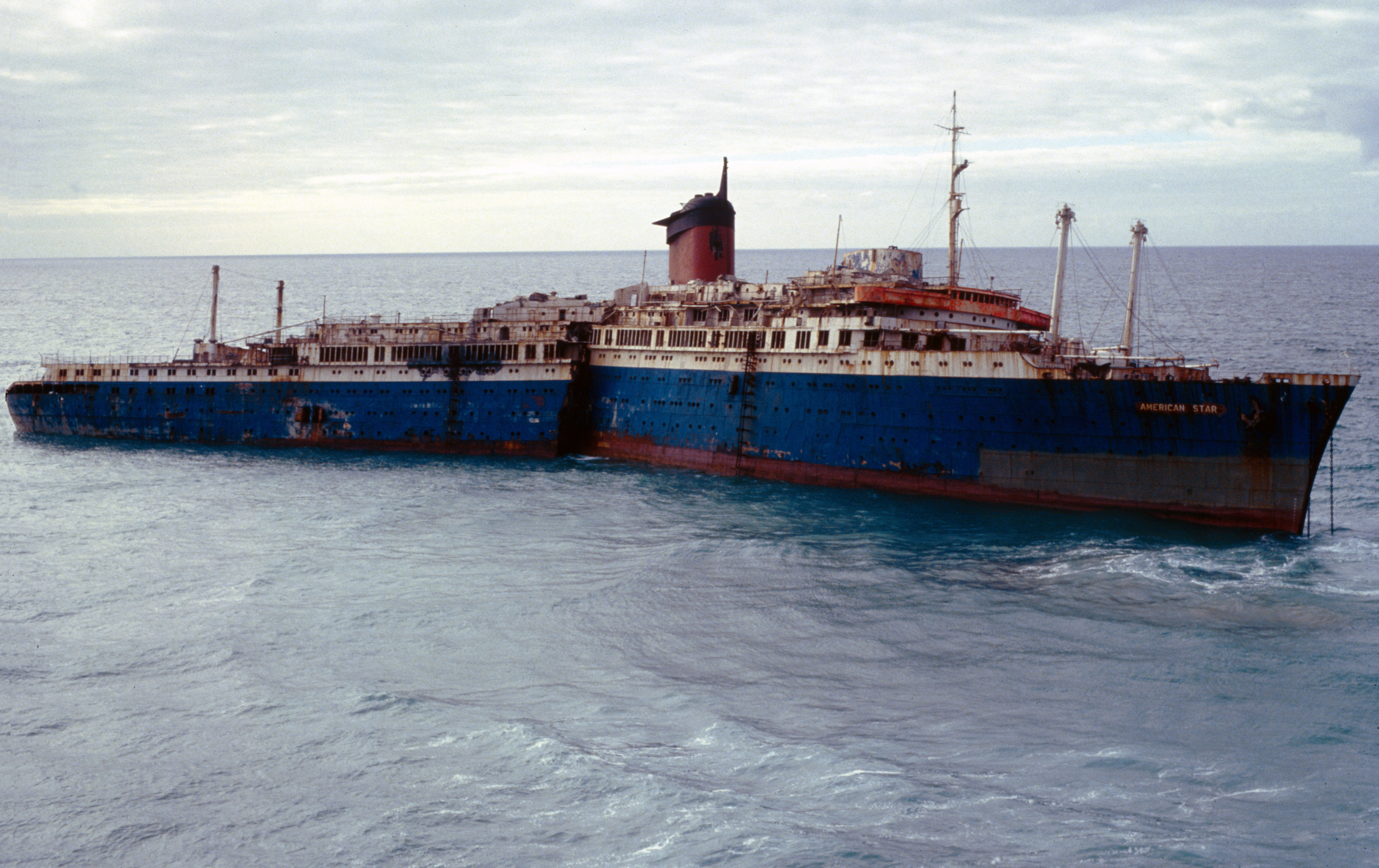
Il relitto dell'American Star nel marzo 1995 incagliato a Fuerteventura, quando la poppa non era ancora affondata

Nel gennaio 1994, mentre veniva trainata da un rimorchiatore ucraino verso la Thailandia, fu colta da una tempesta che causò la rottura dei cavi di rimorchio. Andata alla deriva, la nave si incagliò sulla spiaggia di Garcey, dell'isola di Fuerteventura, spezzandosi in due tronconi dopo 48 ore di tempesta, rendendo così impossibile il recupero del relitto e venendo definitivamente abbandonata.

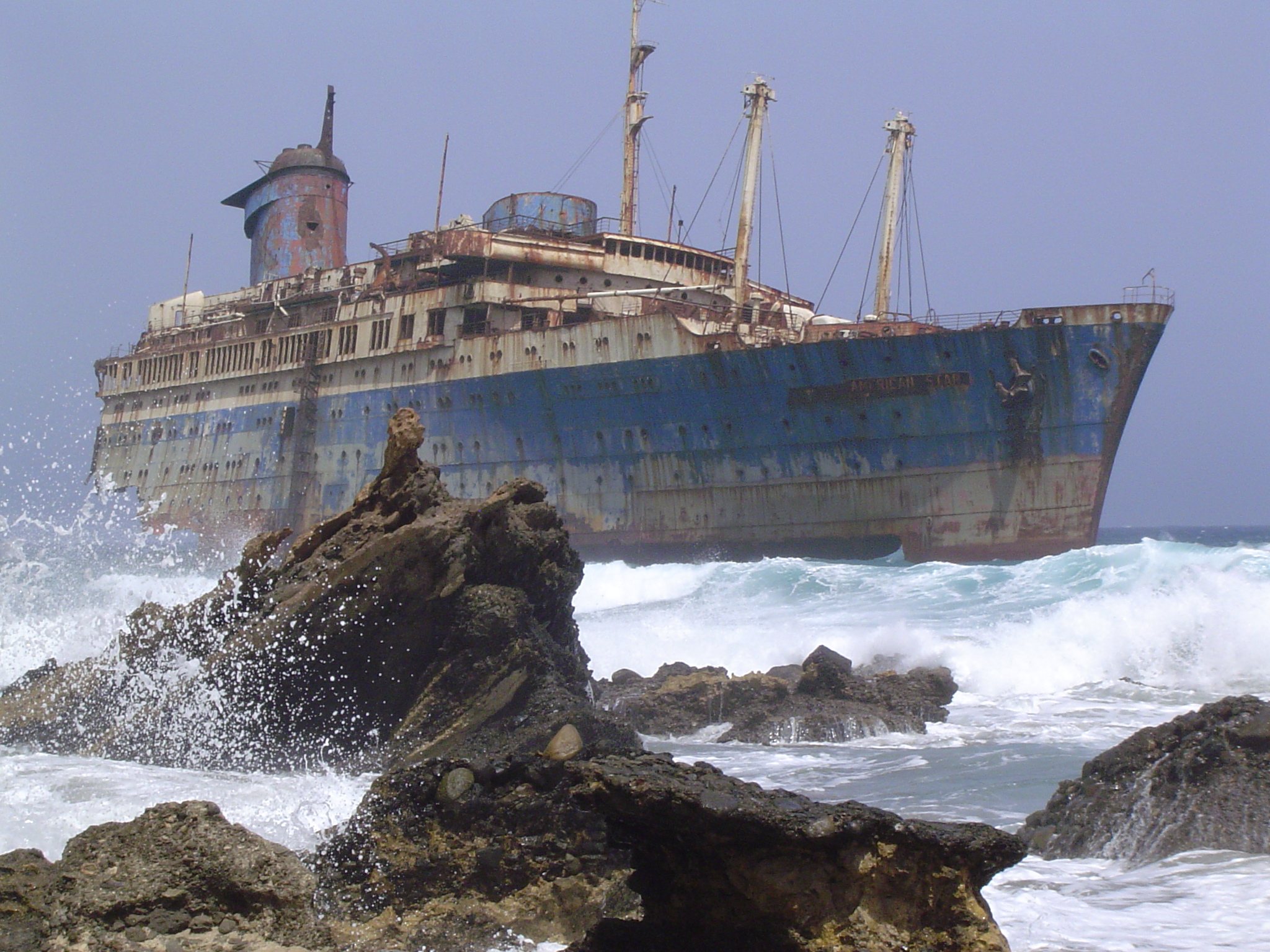
La parte superstite del relitto dell'American Star nel 2004

Nel 1996 il troncone di poppa venne trascinato via dal mare e affondò mentre la prua rimase immobile fino al novembre 2005, quando iniziò a collassare fino a coricarsi completamente sul lato sinistro. Successivamente, ad aprile 2007, crollò anche il lato di dritta, rendendo quello che rimaneva dell'imbarcazione quasi completamente sommerso; nel 2008, infine, gli ultimi resti del relitto sono scivolati sotto la superficie dell'acqua, scomparendo quasi totalmente alla vista.

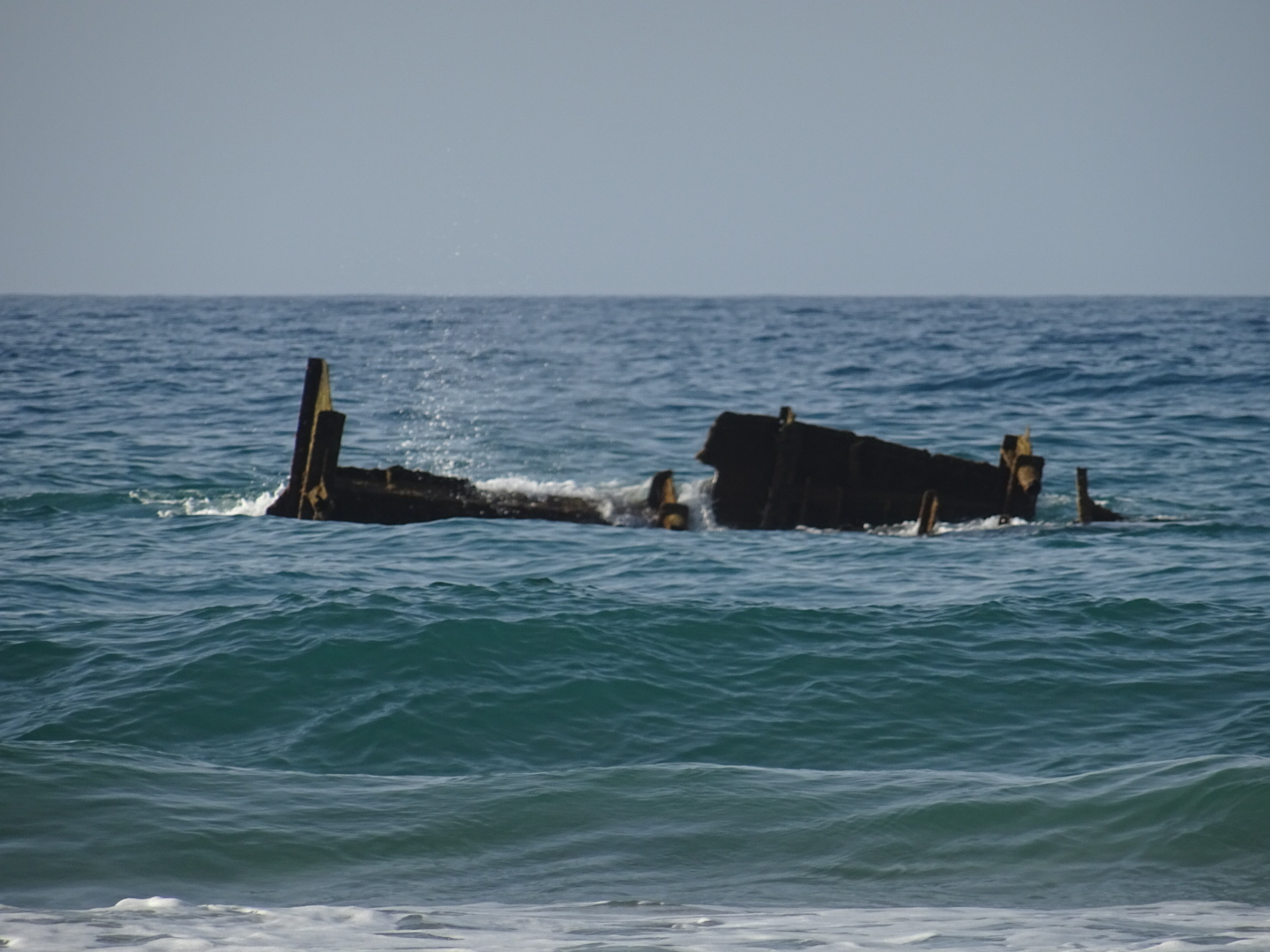
Una parte del relitto riaffiora temporaneamente in superficie nel 2021

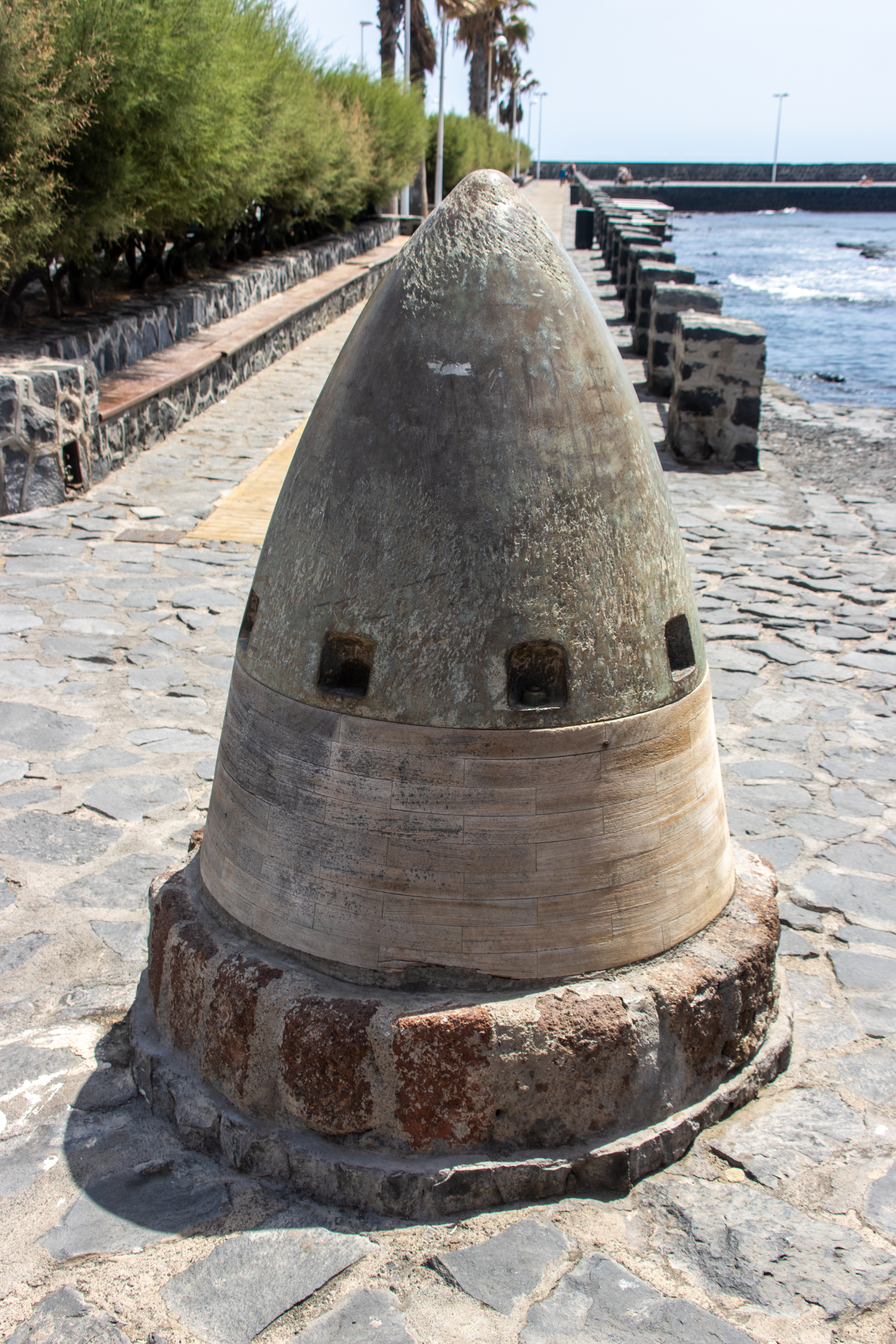
Il monumento a Tenerife

A Tenerife è oggi presente un monumento commemorativo del transatlantico, composto dai resti di un mozzo dell'elica della nave.

## Caratteristiche

### La nave
La SS America presentava molte novità in diversi campi:  l'ingegnere William Francis Gibbs fu il responsabile della sagoma dello scafo e dei suoi dispositivi di sicurezza, che garantivano un'ottima tenuta stagna in caso di allagamento, ma soprattutto prescrisse una forte limitazione nell'uso del legno (che verrà poi quasi completamente eliminato nelle navi costruite successivamente) in rispetto alle più stringenti norme antincendio. In luogo del legno fu invece fatto largo uso dell'amianto, materiale ignifugo innovativo per l'epoca di cui però ancora non si conosceva la tossicità. La nave era dotata di un doppio scafo rivettato ed era suddivisa in tredici compartimenti dotati di 56 porte stagne comandabili dalla plancia, che le consentivano di rimanere a galla anche con tre compartimenti allagati. Era inoltre la prima nave ad essere dotata di porte tagliafuoco a comando elettrico, che avrebbero isolato le sezioni danneggiate in caso di incendio. Altra novità riguardò le sovrastrutture, costruite in gran parte in alluminio per ridurre il peso. All'epoca del suo varo, la SS America era considerata la nave più sicura al mondo. Con un equipaggio di 643 persone, la nave poteva originariamente ospitare 1.200 passeggeri, così suddivisi: 543 passeggeri in prima classe, 418 in turistica e 241 in terza.

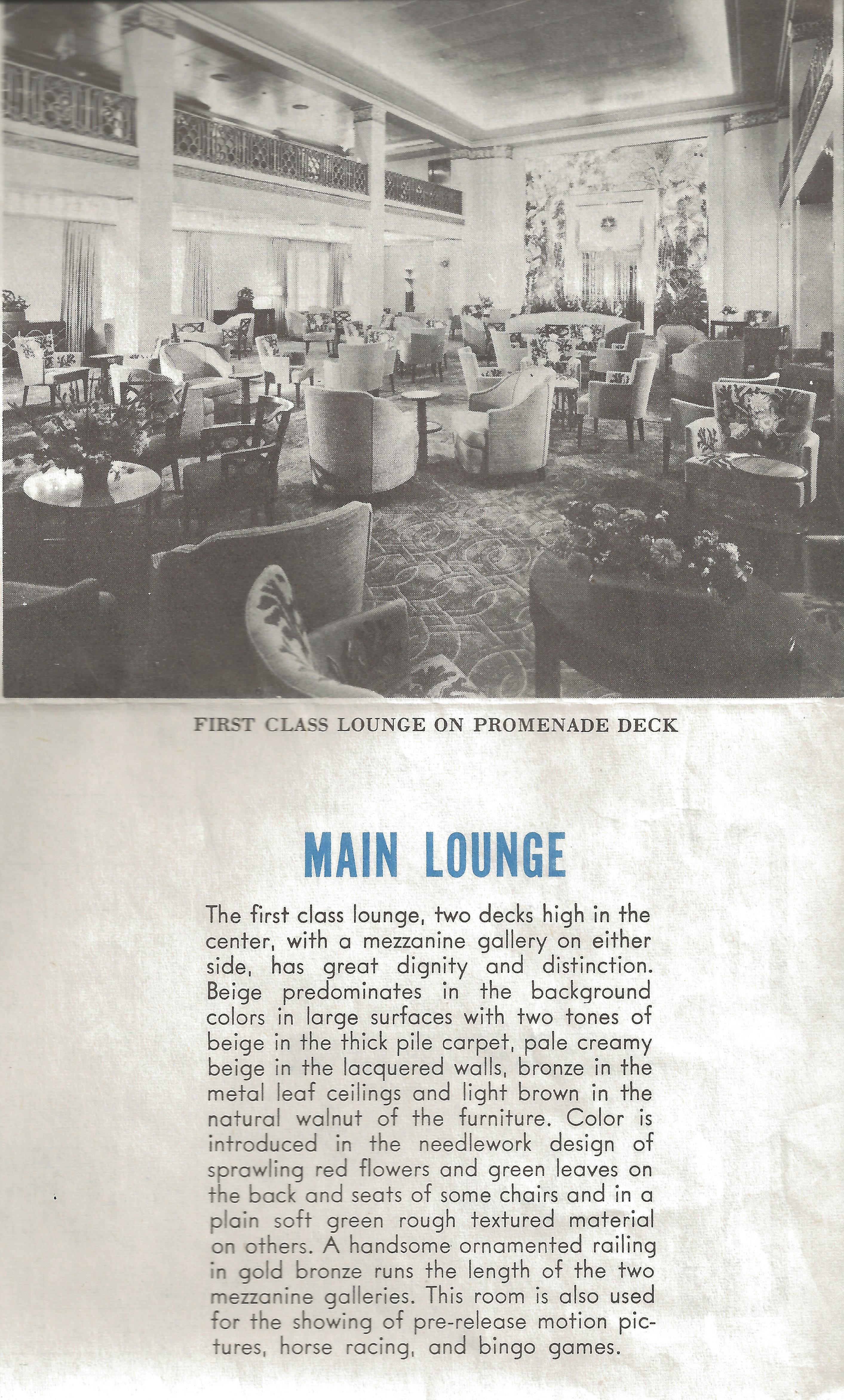
Ambienti della 1ª classe in una brochure dell'epoca

### Gli interni

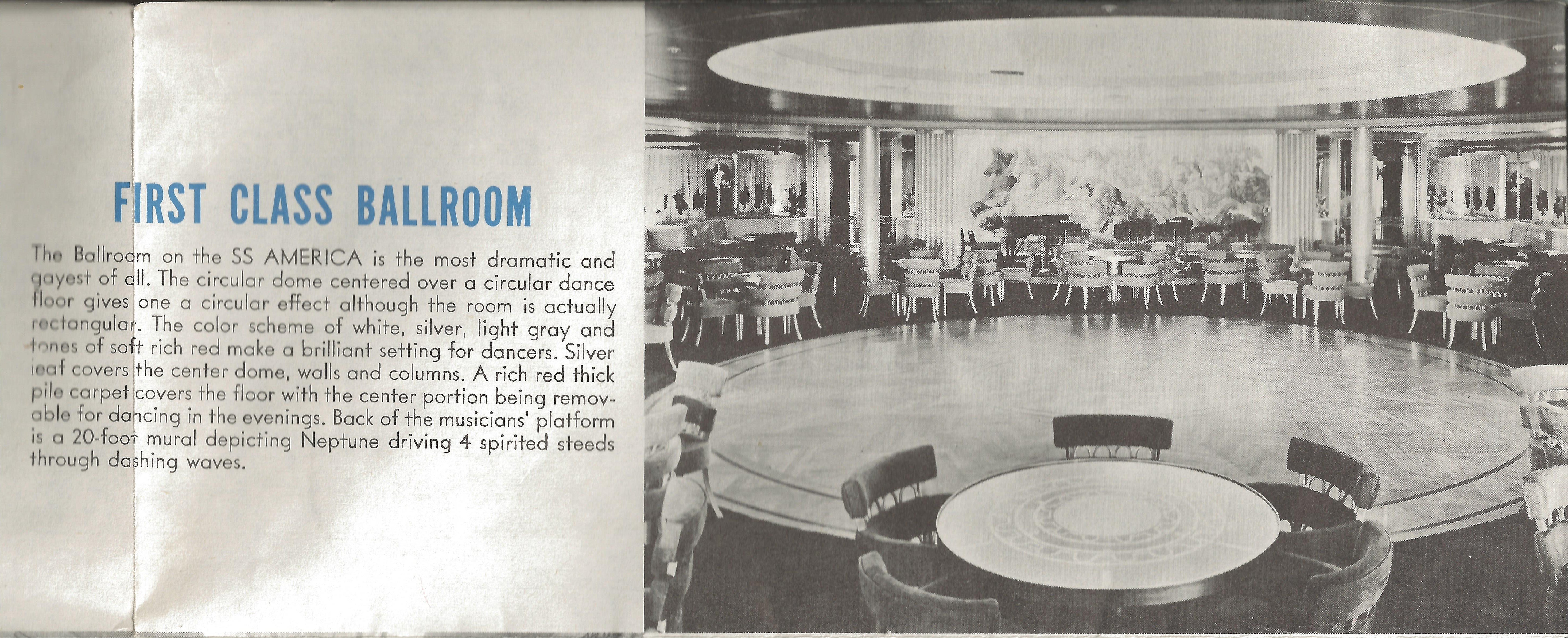
Brochure della sala da ballo di 1ª classe

La SS America fu una delle poche navi i cui interni furono progettati da donne, precisamente Anne Urquhart e Dorothy Markwald, le quali arredarono i saloni e le cabine con uno stile minimale molto moderno per l'epoca, distaccandosi dall'art déco in voga sulle navi europee.
Le cabine delle tre classi erano quindi caratterizzate da uno stile sobrio, spazioso e funzionale. Gli interni furono progettati per essere durevoli, e lo testimonia il fatto che essi rimasero in buone condizioni per molti decenni.